# Cmentarz wojenny nr 210 – Łęka Siedlecka
Cmentarz wojenny nr 210 – Łęka Siedlecka – austriacki cmentarz wojenny z okresu I wojny światowej znajdujący się we wsi Łęka Siedlecka w województwie małopolskim, w powiecie tarnowskim, w gminie Radłów. Jest jednym z 400 zachodniogalicyjskich cmentarzy wojennych zbudowanych przez Oddział Grobów Wojennych C. i K. Komendantury Wojskowej w Krakowie. W VIII okręgu brzeskim cmentarzy tych jest 52.

## Opis cmentarza
Obiekt projektował Robert Motka. Znajduje się w centrum miejscowości Łęka Siedlecka, po lewej stronie drogi Radłów – Siedlec.  Cmentarz zbudowano na planie prostokąta. Ma powierzchnię 3,71 ara. Nekropolia jest ogrodzona betonowymi słupkami, które połączono metalowymi rurami. Wejście przez metalową furtkę pomiędzy dwoma takimi słupkami. Centralnym pomnikiem jest stojący na kamiennym postumencie, przy ogrodzeniu, naprzeciwko bramki wejściowej, metalowy krzyż bez inskrypcji. Krzyż przykryty jest łamanym daszkiem. Przed nim dwa małe, betonowe cokoły z austriackimi krzyżami kawalerskimi z laurowymi wieńcami. Groby rozmieszczono symetrycznie wzdłuż alejki prowadzącej od furtki do pomnika centralnego. Jest na nich 5 nagrobków w postaci betonowych arkad osadzonych na dwustopniowym cokole We wnękach arkad umieszczono krzyże. Na dwóch stelach są to krzyże łacińskie, na trzech dwuramienne krzyże lotaryńskie. 

## Polegli
Na cmentarzu w sześciu mogiłach zbiorowych pochowano 44 żołnierzy, w tym 26  armii austro-węgierskiej i 18 żołnierzy armii rosyjskiej. Polegli w grudniu 1914 roku. Zidentyfikowano tylko część żołnierzy armii austro-węgierskiej. Walczyli oni w następujących jednostkach:
- F.J.B. 18 – k.u.k. Feldjägerbataillon nr. 18. 59% jego składu stanowili Rusini, 31% Polacy oraz inni. Okręg uzupełnień: Lwów, garnizon: Trient
- F.J.B. 16 k.u.k. Schlesisches Feldjägerbataillon nr. 16, 1 Tyrolski Pułk Strzelców Cesarskich (niem. 1. Regiment der Tiroler Kaiserjäger)
- elitarny pułk piechoty Armii Austro-Węgier, Kaiserjäger imienia 1848 Kaiser Franz Joseph. Okręg uzupełnień – Innsbruck,
- F.J.B. 13 – k.u.k. Galizisches Feldjägerbataillon nr. 13. JW jego skład wchodzili głównie Polacy i Rusini.

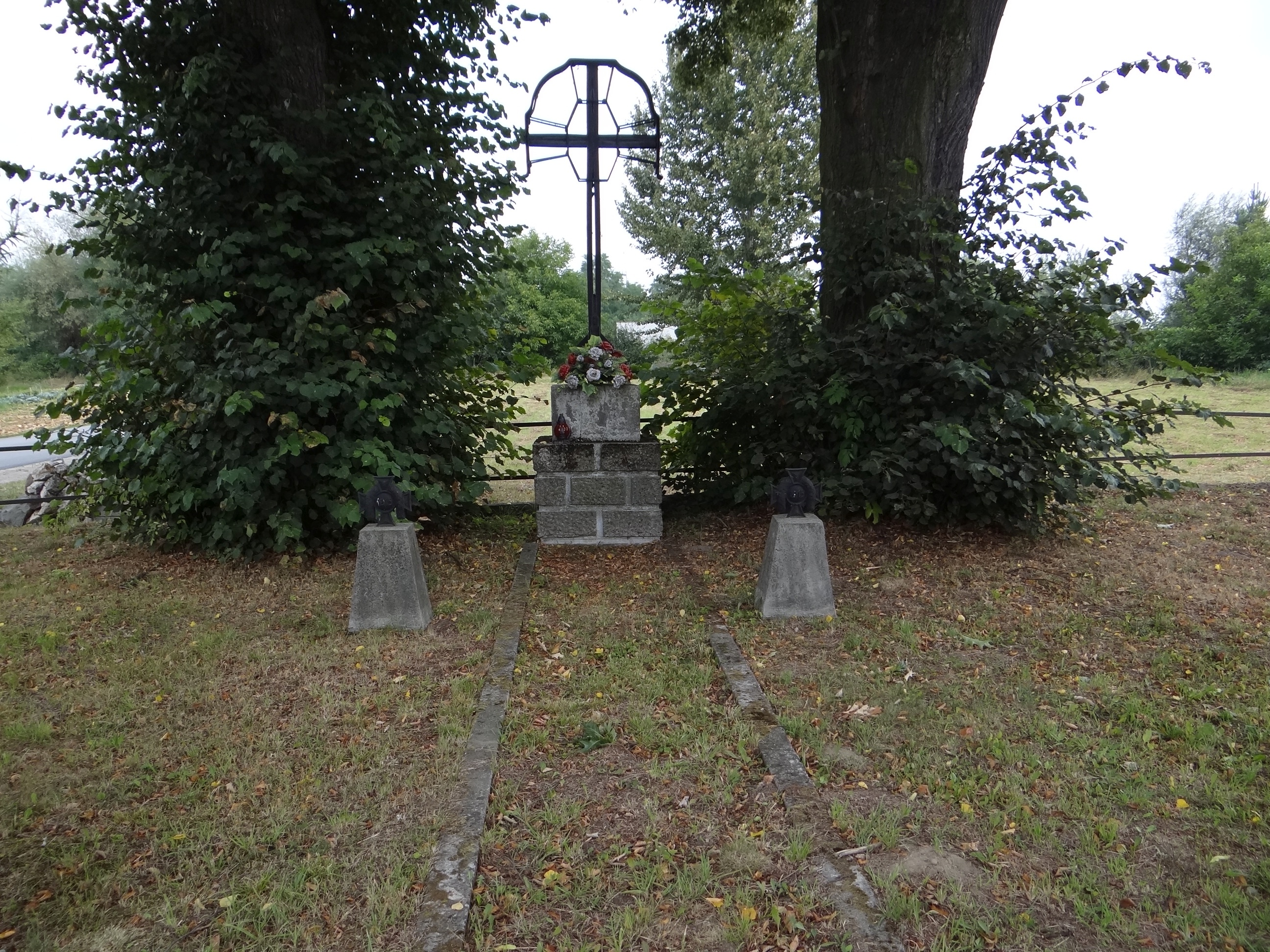
Pomnik centralny
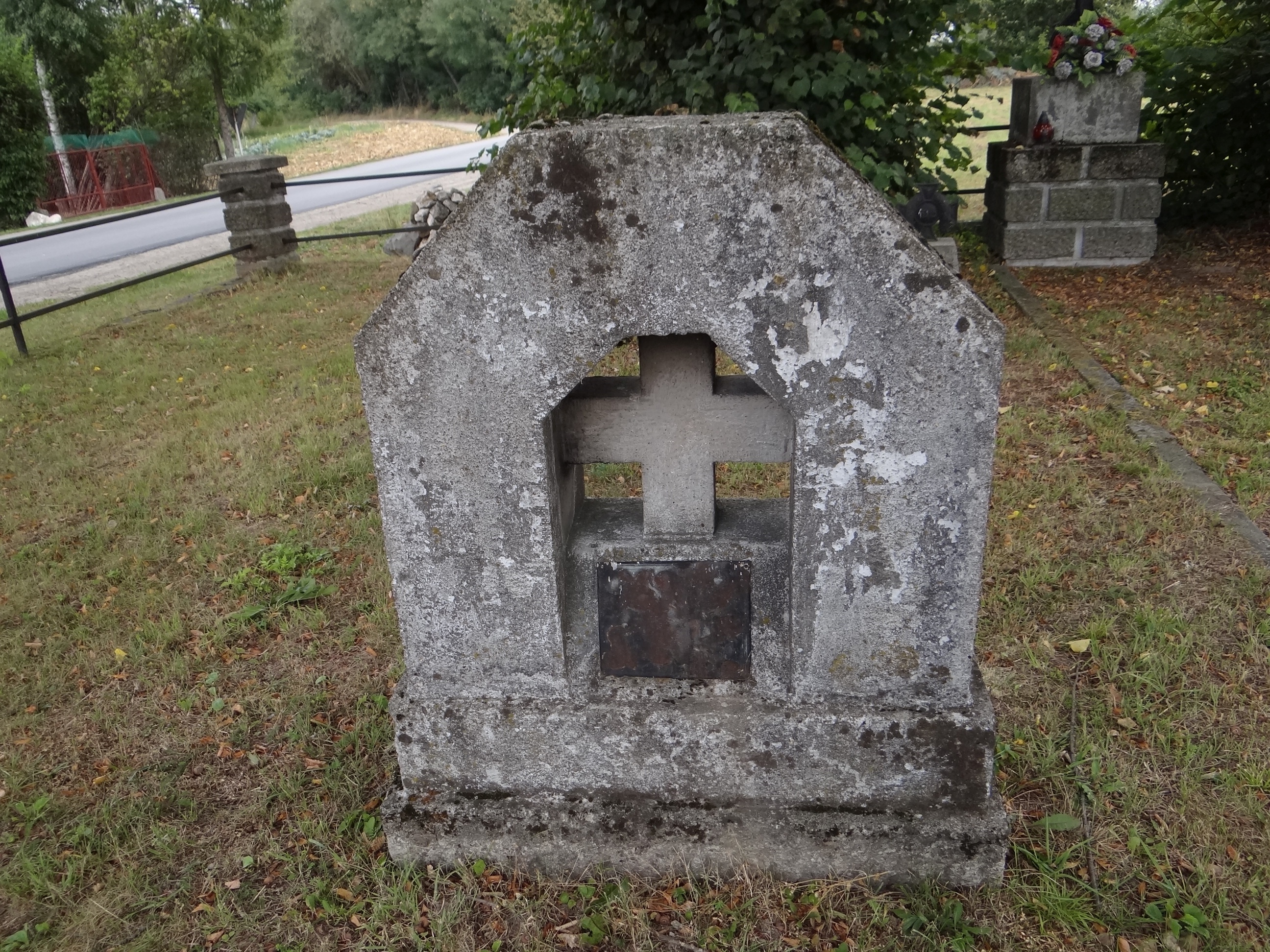
Nagrobek
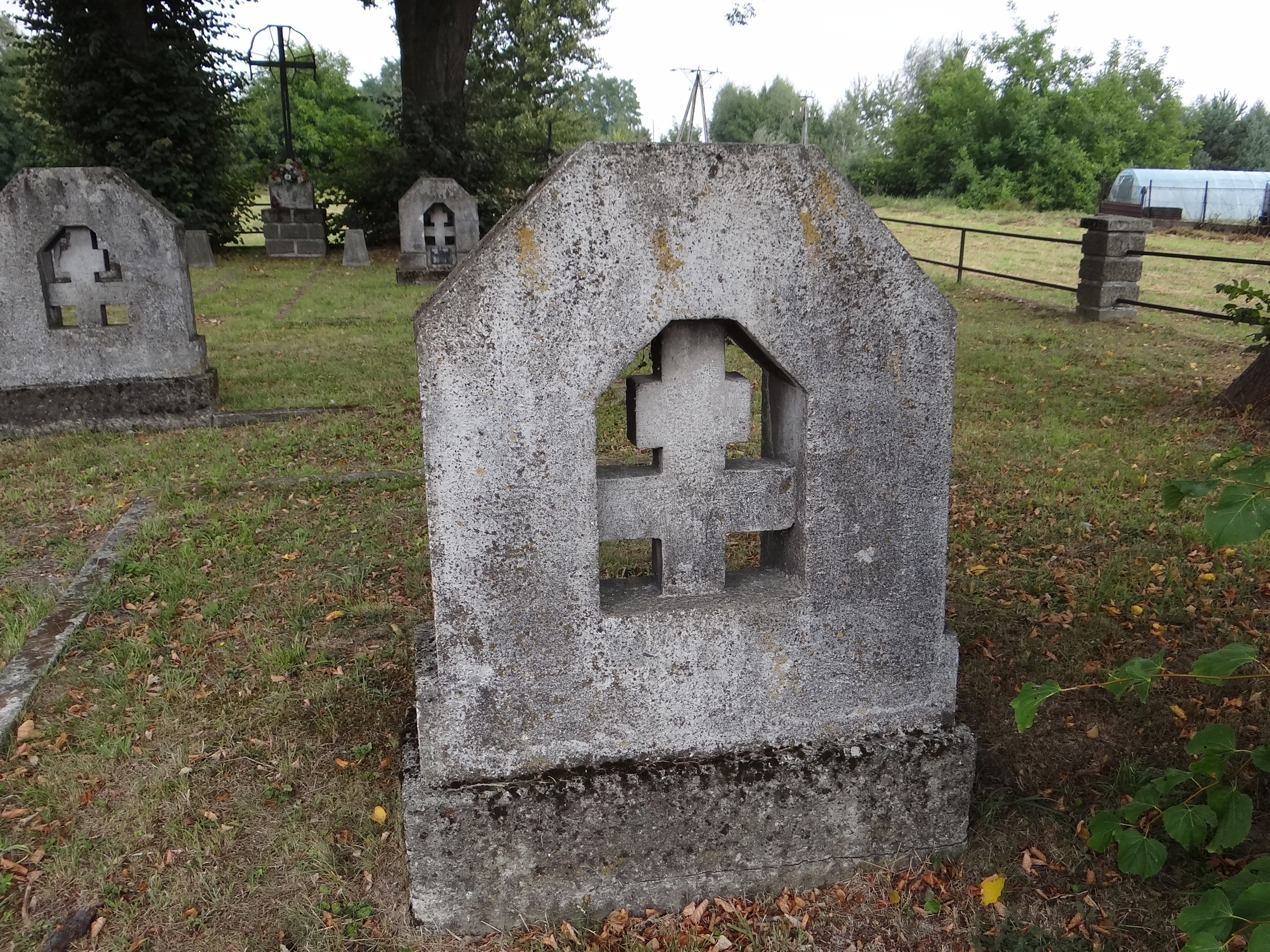
Nagrobek